# Emile Vuilloud

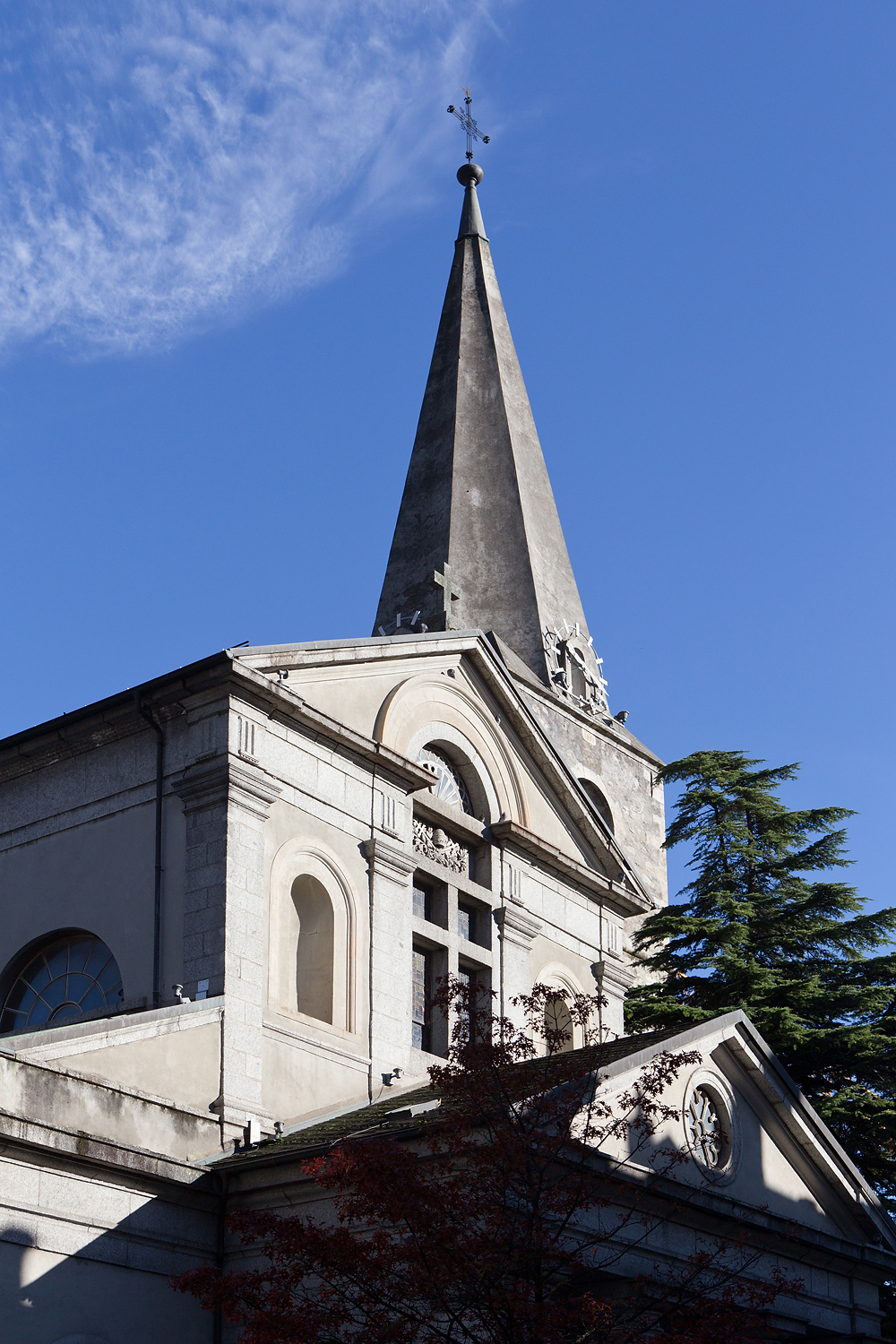
Notre-Dame de l’Immaculée Conception, Monthey

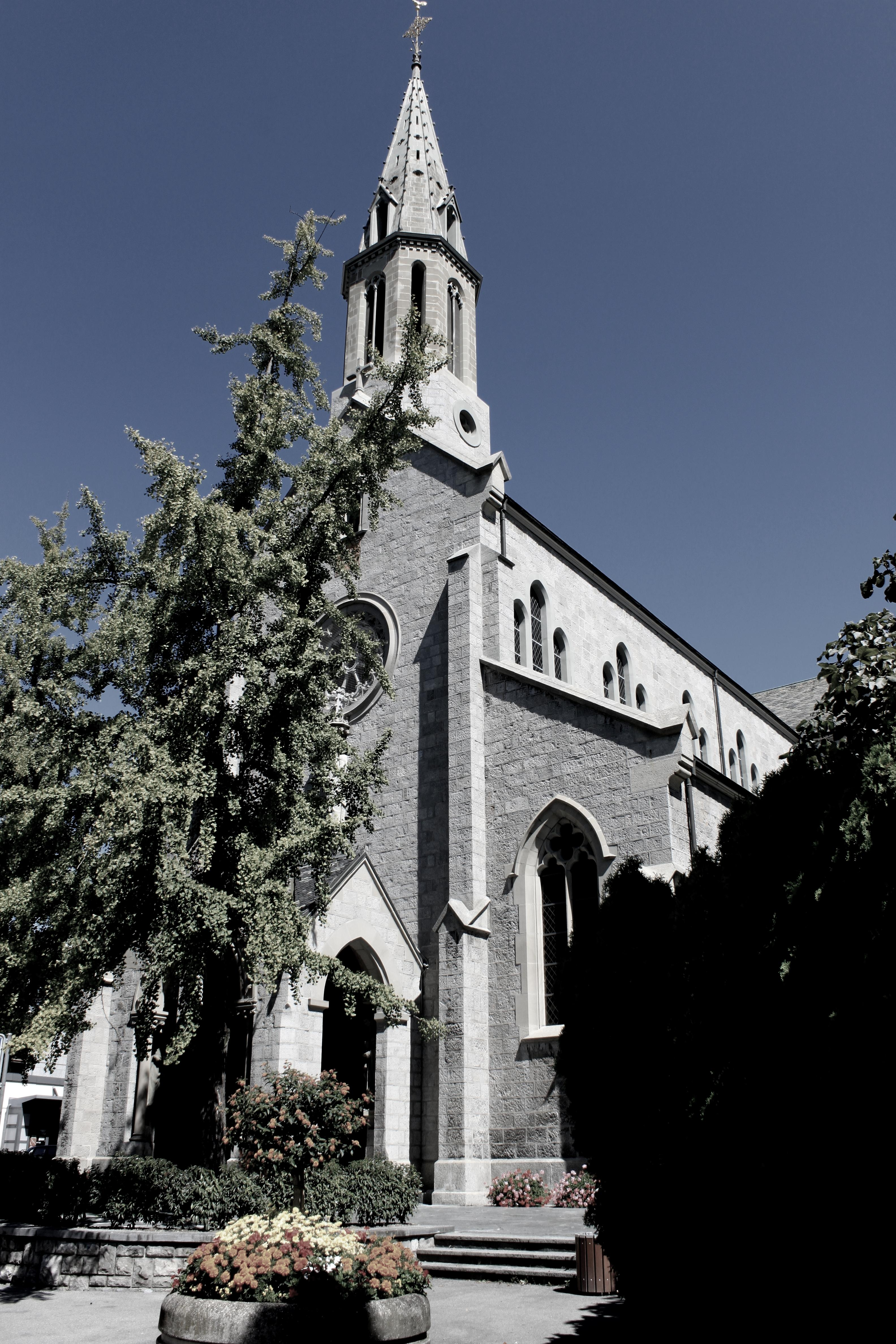
Notre-Dame, Vevey 1869–72

Emile Vuilloud (* 30. Juni 1822 in Monthey; † 17. September 1889 in Morgins) war ein Schweizer Architekt, der vorwiegend in den Kantonen Wallis und Waadt Kirchen und öffentliche Bauten, daneben aber auch Villen ausführte.

## Ausbildung und Karriere
Über eine akademische Ausbildung Vuillouds, der Schulen in Frankreich besuchte (nämlich in Bonneville und Meylan), ist nichts bekannt. Erwähnt wird aber ein einjähriges Praktikum bei dem Genfer Architekten Samuel Darier (1808–84) sowie ein Malkurs in Besançon sowie dort ab 1846 ein Musikstudium. Eine weitgehend autodidaktische Bildung ist also wahrscheinlich. Emile Vuilloud war Zeichenlehrer am Collège von Saint-Maurice (von 1850 bis zu seinem Tod), er war ausserdem Maler und Musiker. Sein architektonisches Werk änderte sich im Laufe seiner Karriere zeitstilistisch bedingt von vorwiegend klassizistischen Bauten wie Notre-Dame in Monthey (1855), teilweise auch mit barocken Elementen, wie beim Casino in Sion (1864), zu neogotischen Entwürfen, etwa bei der Pfarrkirche von Vevey.

## Werke (Auswahl)
- Pfarrkirche, Monthey 1851–55
- Pfarrkirche, Collombey 1862–74
- Casino, Sion 1863–64
- Pfarrkirche, Aigle 1863–66
- Pfarrkirche, Turtmann 1863–67
- Gemeindehaus, Troistorrents 1866
- Rathaus, Martigny 1866–67
- Grenette, (Markthalle), Sion 1866–69
- Pfarrkirche, Vevey 1869–72
- Pfarrkirche, Vex 1869–77 (abgebrochen)
- Englische Kapelle, Zermatt 1870
- Pfarrkirche, Echallens 1882–83
- Pfarrkirche, Moudon 1889–90
- Pfarrkirche, Ardon, Projekt 1883 (1892 postum errichtet)
- Pfarrkirche, Leytron, Projekt 1887 (1897–99 postum errichtet)
- Haus Emile Vullioud, Monthey
- Haus Lommel, Monthey
- Villa des Ifs, Monthey